# Bílá skála
Bílá skála är en kulle i Tjeckien.   Den ligger i regionen Plzeň, i den centrala delen av landet, 60 km sydväst om huvudstaden Prag. Toppen på Bílá skála är 666 meter över havet, eller 154 meter över den omgivande terrängen. Bredden vid basen är 7,9 km.
Terrängen runt Bílá skála är kuperad söderut, men norrut är den platt.Runt Bílá skála är det ganska tätbefolkat, med 120 invånare per kvadratkilometer. Närmaste större samhälle är Rokycany, 10,5 km väster om Bílá skála. I omgivningarna runt Bílá skála växer i huvudsak blandskog.